# Mein Herze schwimmt im Blut, BWV 199
Mein Herze schwimmt im Blut, BWV 199 (en español, Mi corazón nada en sangre) es una cantata de iglesia compuesta por Johann Sebastian Bach en Weimar entre 1711 y 1714, y la interpretó el undécimo domingo después de Trinidad, el 12 de agosto de 1714. Es una cantata para soprano solista.
El texto lo escribió Georg Christian Lehms y se publicó en Darmstadt en 1711 en la colección Gottgefälliges Kirchen-Opffer, sobre el tema general de la redención. El libretista escribió una serie de alternancias de recitativos y arias y se incluye como el sexto movimiento (de ocho) la tercera estrofa del himno de Johann Heermann «Wo soll ich fliehen hin». No se sabe cuándo Bach compuso la obra, pero la representó como parte de sus producciones mensuales de cantata el undécimo domingo después de Trinidad, el 12 de agosto de 1714. La voz solista está acompañada por instrumentos del Barroco: un conjunto de oboe, cuerdas y bajo continuo. El cantante expresa en un estilo similar a la ópera barroca el desarrollo dramático de sentirse como un «monstruo a los ojos de Dios» para ser perdonado. Bach revisó la obra para actuaciones posteriores, dando lugar a tres ediciones diferentes en el Neue Bach-Ausgabe.

## Historia y texto
El 2 de marzo de 1714, Bach fue nombrado director de conciertos de la orquesta de la corte de Weimar (Kapelle) de los duques correinantes Guillermo Ernesto y Ernesto Augusto de Sajonia-Weimar. Como concertista, asumió la responsabilidad principal de componer nuevas obras, específicamente cantatas para la Schlosskirche (iglesia del palacio), con carácter mensual. Interpretó la cantata el undécimo domingo después de Trinidad como la quinta cantata de la serie, siguiendo a Weinen, Klagen, Sorgen, Zagen, BWV 12. Las lecturas prescritas para el domingo fueron desde la Primera epístola a los corintios, sobre el evangelio de Cristo y el deber de Pablo como apóstol (1 Corintios 15:1-10), y del Evangelio de Lucas, la parábola del fariseo y el publicano (Lucas 18:9-14).
El texto, que se refiere a un pecador que busca y encuentra la redención, lo escribió por Georg Christian Lehms. Este vivía en Darmstadt y no se sabe si Bach lo conocía personalmente, pero bien pudo haber tenido acceso a la publicación de Lehms de 1711 Gottgefälliges Kirchen-Opffer, que incluye este texto y el de otra cantata solista, Widerstehe doch der Sünde, BWV 54, interpretada el mes anterior. La tercera estancia del himno de Johann Heermann «Wo soll ich fliehen hin» se integra como el sexto movimiento. El texto en primera persona muestra el cambio dramático de una persona que inicialmente se siente como «un monstruo a los ojos de Dios» para finalmente sentirse aceptado como hijo de Dios. Christoph Graupner le puso música al texto en 1712 en Darmstadt. Se desconoce si Bach conocía dicha composición. El texto no tiene una relación específica con las lecturas prescritas, por lo tanto, es posible que Bach ya hubiera compuesto la obra antes de su ascenso a maestro de conciertos con servicios dominicales regulares, como la otra cantata sobre un texto de Lehms.
Bach interpretó la cantata por primera vez el 12 de agosto de 1714. Cuando la volvió a interpretar en Leipzig el undécimo domingo después de Trinidad en 1723 (8 de agosto) fue la primera cantata en solitario y la obra más operística que presentó a la congregación hasta ese momento. Hizo revisiones para esa actuación, como la transposición de do menor a re menor y cambiando el obbligato de viola a violoncello da spalla. En el mismo servicio, también interpretó una nueva obra, Siehe zu, daß deine Gottesfurcht nicht Heuchelei sei, BWV 179: una antes y otra después del sermón.
El Neue Bach-Ausgabe reconoce tres versiones distintas: la versión de Weimar, una versión de Köthen y la versión de Leipzig.

## Partitura y estructura
La cantata, estructurada en ocho movimientos, se califica como música de cámara para una voz de soprano solista (S) y un conjunto instrumental barroco de oboe (Ob), violines (Vl), viola (Va) y bajo continuo (Bc) que incluye fagot (Fg) y violone (Vo). En la versión de Weimar, que está en do menor, con una viola como instrumento obbligato en el sexto movimiento. La página de título de las partes de esta versión dice: «Geistliche Cantate / Mein Herze schwimt im Blut / â / Soprano solo / 1 Hautb. / 2 Viol. / Viola / e / Basso / di / J.S.Bach». En la versión de Leipzig, que está en re menor, con un violoncello da spalla obbligato en lugar de la viola.
En la siguiente tabla de movimientos, la partitura sigue el Neue Bach-Ausgabe, y las abreviaturas para voces e instrumentos de la lista de cantatas de Bach. Las claves y los compases se toman del experto en Bach Alfred Dürr, usando el símbolo del tiempo común (4/4). El continuo, tocando todo, no se muestra.
| N.º | Título                          | Texto    | Tipo       | Vocal | Cuerdas      | Viento | Tonalidad      | Tiempo            |
| --- | ------------------------------- | -------- | ---------- | ----- | ------------ | ------ | -------------- | ----------------- |
| 1   | Mein Herze schwimmt im Blut     | Lehms    | Recitativo | S     | 2Vl Va       | Fg     | do menor       | cuatro por cuatro |
| 2   | Stumme Seufzer, stille Klagen   | Lehms    | Aria       | S     | Vo           | Ob     | do menor       | cuatro por cuatro |
| 3   | Doch Gott muss mir genädig sein | Lehms    | Recitativo | S     | 2Vl Va Vo    | Fg     |                | cuatro por cuatro |
| 4   | Tief gebückt und voller Reue    | Lehms    | Aria       | S     | 2Vl Va Vo    | Fg     | mi bemol mayor | 3 4               |
| 5   | Auf diese Schmerzensreu         | Lehms    | Recitativo | S     | 2Vl Va Vo    | Fg     |                | cuatro por cuatro |
| 6   | Ich, dein betrübtes Kind        | Heermann | Coral      | S     | Va (solo) Vo |        | fa mayor       | cuatro por cuatro |
| 7   | Ich lege mich in diese Wunden   | Lehms    | Recitativo | S     | 2Vl Va Vo    | Fg     |                | cuatro por cuatro |
| 8   | Wie freudig ist mein Herz       | Lehms    | Aria       | S     | 2Vl Va       | Ob Fg  | si bemol mayor | 6 8               |

### Música

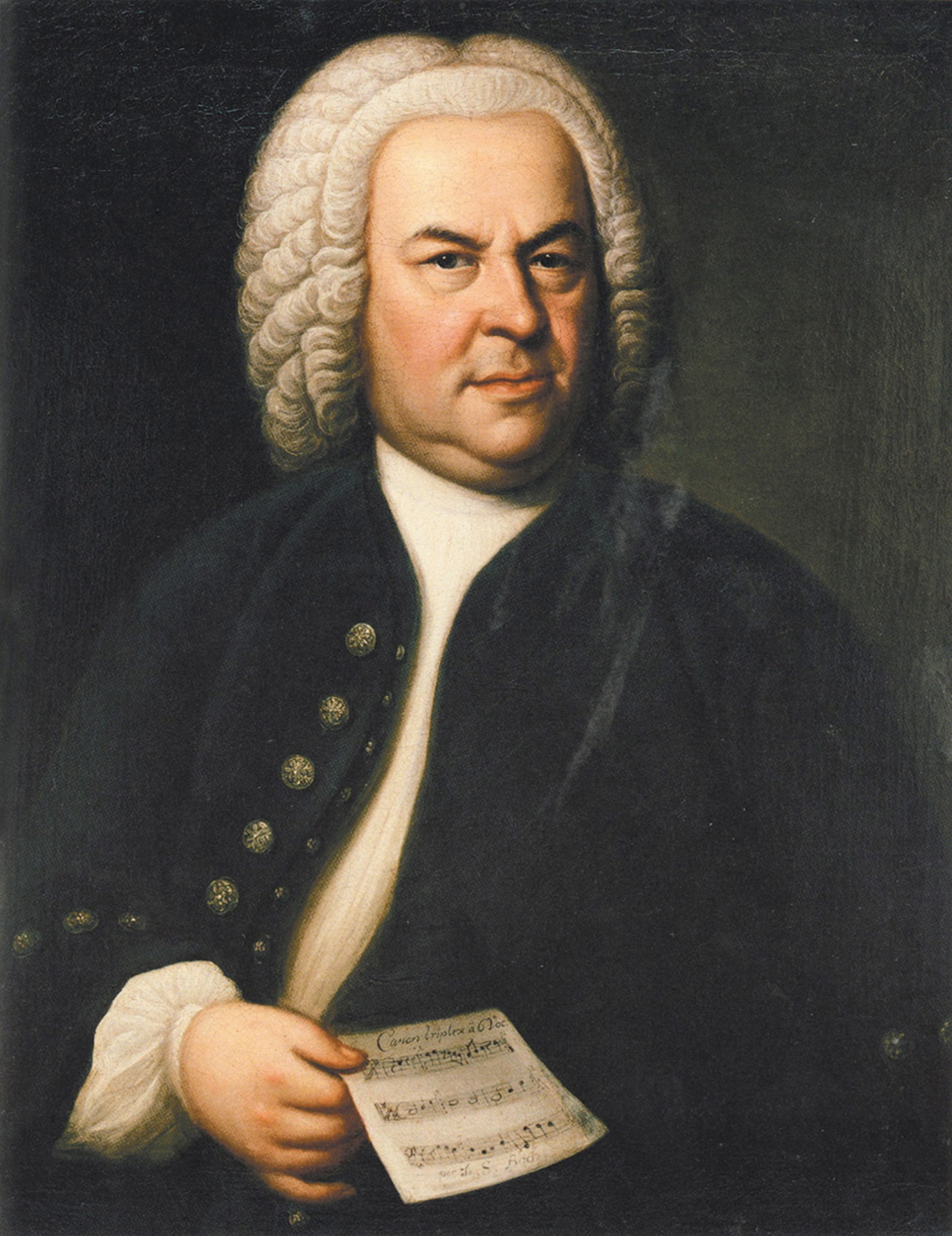
Johann Sebastian Bach, compositor de la cantata.

Aunque limitado a una sola voz de soprano, Bach logra una variedad de expresiones musicales en los ocho movimientos. Todos los recitativos menos uno están acompañados por las cuerdas (accompagnato), y solo el quinto movimiento es secco, acompañado solo por el continuo. La voz solista es tratada con una declamación dramática, cercana a la ópera contemporánea.

#### «Mein Herze schwimmt im Blut»
Un recitativo establece la escena, «Mein Herze schwimmt im Blut» («Mi corazón nada en sangre»).

Mein Herze schwimmt im Blut,

Weil mich der Sünden Brut

In Gottes heilgen Augen

Zum Ungeheuer macht.
My heart swims in blood,

since the offspring of my sins

in the holy eyes of God

make me a monster.
Mi corazón nada en sangre,

ya que el fruto de mis pecados

a los santos ojos de Dios

me hace un monstruo.

El musicólogo Julian Mincham explica que «gotea con las autoobsesivas agonías del pecado, el dolor y el abandono ... con el tormento de un alma abandonada inundada por su propio pecado y tristeza. Sus contornos finamente forjados retratan dramáticamente las emociones vacilantes que van desde horror y terror a la resignación solitaria y desanimada».

#### «Stumme Seufzer, stille Klagen»
La primera aria, una aria da capo, «Stumme Seufzer, stille Klagen» («Suspiros mudos, gritos silenciosos»), está acompañada por el oboe. El tema del ritornello está presente en todo el movimiento. La sección central comienza con una disonancia para enfatizar la triste imagen de «Und ihr nassen Tränenquellen» («Y tú, manantiales húmedos de lágrimas»). Termina con un pasaje establecido como un recitativo secco, que Mincham describe de esta manera: «El tiempo casi parece detenerse con esta expresión final de miseria».

#### «Doch Gott muss mir genädig sein»
El siguiente recitativo, "«Doch Gott muss mir genädig sein» («Pero Dios debe ser amable conmigo»), termina en una declaración de arrepentimiento.

#### «Tief gebückt und voller Reue»
La segunda aria, «Tief gebückt und voller Reue» («Profundamente sumiso y lleno de arrepentimiento»), está dominada por un rico sonido de cuerda. Un pasaje adagio conduce al da capo. El aria expresa arrepentimiento en un «minueto civilizado y refinado».

#### «Auf diese Schmerzensreu»
Un corto recitativo secco, «Auf diese Schmerzensreu» («Sobre este doloroso arrepentimiento»), presenta la siguiente estancia del himno. Comienza con «un eco musical de los tormentos del corazón nadando en sangre».

#### «Ich, dein betrübtes Kind»

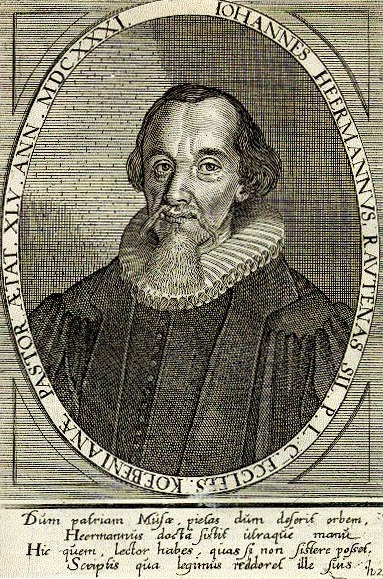
Johann Heermann escribió el himno «Wo soll ich fliehen hin», que pone letra al movimiento coral «Ich, dein betrübtes Kind».

La única estancia coral de la obra es «Ich, dein betrübtes Kind» («Yo, tu hijo con problemas»), la tercera estancia del himno «Wo soll ich fliehen hin» de Johann Heermann («¿Dónde debo huir?»), publicado en 1630. Su término «niño con problemas» es un buen resumen de la posición del ser humano en relación con Dios. La redacción de su conclusión, «En deine tiefen Wunden, da ich stets Heil gefunden» («En tus heridas profundas, donde siempre he encontrado la salvación») lleva al siguiente recitativo. La voz se acompaña de una viola obbligato (violoncello da spalla en la versión de Leipzig) en una figuración animada.
Bach utilizó una melodía bastante inusual de Caspar von Stieler, mientras que basó su cantata coral posterior en este himno sobre la melodía de Jacob Regnart. El himno se trata como una fantasía coral, con ritornellos de cuerda entre los versos.

#### «Ich lege mich in diese Wunden»
El último recitativo, «Ich lege mich in diese Wunden» («Me recuesto sobre estas heridas»), introduce un estado de ánimo diferente; las medidas finales son un «altísimo melisma», un «preludio alegremente inspirador» del último movimiento.

#### «Wie freudig ist mein Herz»
El aria final, «Wie ist mein Herz freudig» ( «¡Qué feliz está mi corazón!»), expresa la alegría como una alegre giga, con un largo de coloratura en «Fröhlich» («alegre»). Es comparable a las actuaciones en las Suites francesas de Bach. Mincham concluye:

This cantata, expressed throughout in the first person, is highly personal. It makes a clear and dramatic journey from the cesspools of sinful misery to the euphoria of redemption and salvation. It has no trumpets, horns or drums to drive its message home; they are not needed within this highly private context.
Esta cantata, expresada en primera persona, es muy personal. Realiza un viaje claro y dramático desde los pozos negros de la miseria pecaminosa hasta la euforia de la redención y la salvación. No tiene trompetas, cuernos o tambores para transmitir su mensaje a casa; no son necesarios dentro de este contexto altamente privado.